# Enson Sakuraki
 (septembre 2018).
Si vous disposez d'ouvrages ou d'articles de référence ou si vous connaissez des sites web de qualité traitant du thème abordé ici, merci de compléter l'article en donnant les références utiles à sa vérifiabilité et en les liant à la section « Notes et références ».
Enson Sakuraki (Enson Chan) est un acteur, réalisateur, scénariste sino-japonais né à Paris.
Il a commencé dans l'industrie du cinéma en 1997. Depuis 2003, il a réalisé Mon histoire, Lonely Night, et a écrit certains scénarios.
Enson Sakuraki a occupé les fonctions de gestionnaire international et réalisateur à Changchun Film Group Corporation de Chine de 2004 à janvier 2008.